# Bad Buddy series
Bad Buddy series（バッド バディ シリーズ、タイ語: แค่เพื่อนครับเพื่อน BAD BUDDY SERIES）は、コーラパット・クッパン（ナノン）とパワット・チットサワンディ（オーム）が主演する2021年のタイのテレビドラマシリーズ。
2021年10月29日から2022年1月21日にかけてGMM25にて20:30(ICT)に、WeTVにて22:30(ICT)に放送された。日本ではTELASAにて2021年11月より日本語字幕版で配信された。2022年9月からは、Amazon Prime Videoでの配信が開始した。

## キャストとキャラクター

### 主演
- パーン：コーラパット・クッパン（ナノン）
- パット：パワット・チットサワンディ（オーム）

### パットとパーンの友人
- イン：パンサー・ウォッビーエン（ミルク）
- コーン（パットの友人）：サッタブット・レーディキー（ドレーク）
- チャン（パットの友人）：パーキン・クナーアヌウィット（マーク）
- モー（パットの友人）：ティーパコーン・クワンブーン（プローム）
- セーフ（パーンの友人）：タコン・プロムサティックン（ロッテ）
- ルイス（パーンの友人）：パーフン・チヤチャルーン（マーク）
- ワイ（パーンの友人）：ジッポン・ポティウィホック（ジミー）

### 高校時代の友人・後輩
- ナッタチャイ・ブンプラサート（ダンク）
- ノラウィット・ティティチャロエンラック（ジェミナイ）
- ナッタワット・ジローティクン（フォース）
- キッティポップ・セーリーウィチヤサワット（サタン）
- パイサトーン・クンターン（キャプテン）
- ナパット・パチャラチャワリット（アン）
- アラン・アサワスーブサクーン（フォード）

### その他
- パー（パットの妹）：パッタラーニット・リンパティッヤーコーン（ラブ）
- パットの父親：レオ・プット (ลีโอ พุฒ)
- パットの母親：Pattamawan Kaomoolkadee (ปัทมวรรณ เค้ามูลคดี)
- パーンの父親：Passin Reungwoot (พศิน เรืองวุฒิ)
- パーンの母親：Paradee Yupasuk (ภารดี อยู่ผาสุข)

## オリジナルサウンドトラック
| 曲名                                                                                    | アーティスト   | Ref.  |
| --------------------------------------------------------------------------------------- | -------------- | ----- |
| 『แค่เพื่อนมั้ง (Just Friend?)』 Kae Peuan Mang                                              | ナノン         | [ 2 ] |
| 『จะไม่บอกใครละกันว่าเธอชอบฉันก่อน (SECRET)』 Ja Mai Bork Krai La Gun Wah Tur Chob Chan Korn | Kacha Nontanun | [ 3 ] |
| 『เพลงที่เพิ่งเขียนจบ (OUR SONG)』                                                           | ナノン         | [ 4 ] |

## タイにおけるテレビ評価
- 以下の表で、青は最低の評価を表し、赤は最高の評価を表す。

| エピソード No. | 放送時間 (ICT) | 放送日         | 評価    | Ref.    |
| -------------- | -------------- | -------------- | ------- | ------- |
| 1              | 金曜日 20:30   | 2021年10月29日 | 0.131   | [ 5 ]   |
| 2              | 2021年11月5日  | 0.112          | [ 6 ]   |         |
| 3              | 2021年11月12日 | 0.131          | [ 7 ]   |         |
| 4              | 2021年11月19日 | 0.058          | [ 8 ]   |         |
| 5              | 2021年11月26日 | 0.150          | [ 9 ]   |         |
| 6              | 2021年12月3日  | 0.072          | [ 10 ]  |         |
| 7              | 2021年12月10日 | 0.062          | [ 11 ]  |         |
| 8              | 2021年12月17日 | 0.088          | [ 12 ]  |         |
| 9              | 2021年12月24日 | 0.158          | [ 13 ]  |         |
| 10             | 2022年1月7日   | 0.1            | [ 14 ]  |         |
| 11             | 2022年1月14日  | 0.2            | [ 15 ]  |         |
| 12             | 2022年1月21日  | 0.165          | [ 16 ]  |         |
| 平均評価       | 平均評価       | 平均評価       | 0.118 1 | 0.118 1 |

^1 エピソードごとの平均評価に基づく。

## イベント
GMMTVは、2022年3月1日から22日にかけて、デジタルアート形式の展示会「Bad Buddy ILLUMINATION」をタイのセントラル・ワールドにて開催した。 当初14日までの予定だったが1週間延長された。 14日にはオームとナノンによるイベントが、最終日の22日には出演俳優や監督によるトークイベントが開催された。